# المنصوري (تبن)

تعديل مصدري - تعديل

المنصوري هي إحدى قرى عزلة الحوطة بمديرية تبن التابعة لمحافظة لحج، بلغ تعداد سكانها 138 نسمة حسب تعداد اليمن لعام 2004.